# Idris Muhammad
Idris Muhammad (em árabe: إدريس محمد; nascido Leo Morris; 13 de novembro de 1939 — 29 de julho de 2014) foi um baterista de jazz norte-americano que gravou extensivamente com muitos músicos, incluindo Ahmad Jamal, Lou Donaldson e Pharoah Sanders. Ele mudou o seu nome na década de 1960 para se converter ao islamismo.
Já tocou com artistas como Lou Donaldson, Johnny Griffin, Pharoah Sanders, Betty Carter, Roberta Flack, Roland Kirk, Horace Silver, Herbie Hancock e Grover Washington Jr. Desde 1995, Muhammad normalmente tocava com Ahmad Jamal.

## Discografia
Idris Muhammad é mais conhecido por seu álbum de 1974 Power of Soul, que inclui a faixa "Loran's Dance", que recebeu considerável atenção das rádios de jazz.

### Como líder
- 1970: Black Rhythm Revolution! (Prestige)
- 1971: Peace and Rhythm (Prestige)
- 1974: Power of Soul (Kudu)
- 1976: House of the Rising Sun (Kudu)
- 1977: Turn This Mutha Out (Kudu)
- 1978: Boogie to the Top (Kudu)
- 1978: You Ain't No Friend of Mine (Fantasy)
- 1979: Foxhuntin'  (Fantasy)
- 1980: Make It Count (Fantasy)
- 1980: Kabsha (Theresa)
- 1992: My Turn (Lipstick)
- 1998: Right Now (Cannonball)